# Lyckans karusell
Lyckans karusell (engelska: State Fair) är en amerikansk dramakomedifilm från 1933 i regi av Henry King. Filmen är baserad på Phil Stongs roman State Fair från 1932. I huvudrollerna ses Janet Gaynor, Will Rogers och Lew Ayres. 
År 2014 valdes filmen ut för att bevaras i National Film Registry av USA:s kongressbibliotek då den anses vara ”kulturellt, historiskt eller estetiskt betydelsefull”.

## Rollista i urval
- Janet Gaynor – Margy Frake
- Will Rogers – Abel Frake
- Lew Ayres – Pat Gilbert
- Sally Eilers – Emily Joyce
- Norman Foster – Wayne Frake
- Louise Dresser – Melissa Frake
- Frank Craven – butiksföreståndare
- Victor Jory – Hoop Toss Barker
- Frank Melton – Harry Ware
- Erville Alderson – Martin (ej krediterad)
- Hobart Cavanaugh – Professor Fred Coin (ej krediterad)
- Harry Holman – Professor Tyler Cramp (ej krediterad)